# Andreas Jerković
Andreas Jerković (* 4. Januar 2000 in Kirchdorf an der Krems, Österreich) ist ein kroatischer Fußballspieler.

## Karriere
Jerković begann seine Karriere bei TuS Kremsmünster. Im September 2007 wechselte er in die Jugend des LASK. Zur Saison 2012/13 wechselte er zum FC Red Bull Salzburg, spielte jedoch in seiner ersten Saison noch in der Jugend des Farmteams FC Liefering. Zur Saison 2014/15 kam er in die AKA Linz, in der er fortan sämtliche Altersstufen durchlief.
Im September 2018 stand er gegen den FC Liefering erstmals im Kader seines Stammklubs FC Juniors OÖ. Zur Saison 2019/20 rückte er fest in den Kader des Zweitligisten. Sein Debüt in der 2. Liga gab er im September 2019, als er am neunten Spieltag jener Saison gegen den SKU Amstetten in der 90. Minute für Andy Reyes eingewechselt wurde. Nach einem Zweitligaeinsatz wechselte er im Februar 2020 zum Regionalligisten FC Wels. Für Wels kam er allerdings aufgrund des COVID-bedingten Saisonabbruchs nur einmal zum Einsatz. Nach der Saison 2019/20 verließ er den Klub.
Nach mehreren Monaten ohne Verein wechselte er dann im Februar 2021 nach Deutschland zum fünftklassigen Brandenburger SC Süd 05. Insgesamt spielte er für Brandenburg 29 Mal in der Oberliga, aus der er mit dem Team 2021/22 aber abstieg. Daraufhin verließ er die Deutschen. Nach erneut einem halben Jahr ohne Klub kehrte Jerković im Februar 2023 nach Österreich zurück und wechselte zum viertklassigen FC Wacker Innsbruck. Dort spielte er im Rest der Saison 2022/23 noch 13 Ligaspiele in der Tiroler Liga. Mit Innsbruck stieg er aus der vierthöchsten Spielklasse ab.
Im Sommer 2023 wechselte er daraufhin zurück nach Oberösterreich zum viertklassigen SV Grün-Weiß Micheldorf. In der Spielzeit 2023/24 absolvierte er 15 Ligaspiele und stand dabei meistens in der Startformation. In der Hinrunde der Spielzeit 2024/25 bestritt er weitere zehn Einsätze in der OÖ Liga. Im Januar 2025 trennten sich Jerković und Verein und er war erneut vereinslos.